# 윤영대
윤영대(尹永大, 1967년 4월 5일~)는 대한민국의 카누 선수로, 1988년 하계 올림픽에 참가했다.